# Boolescher Operator

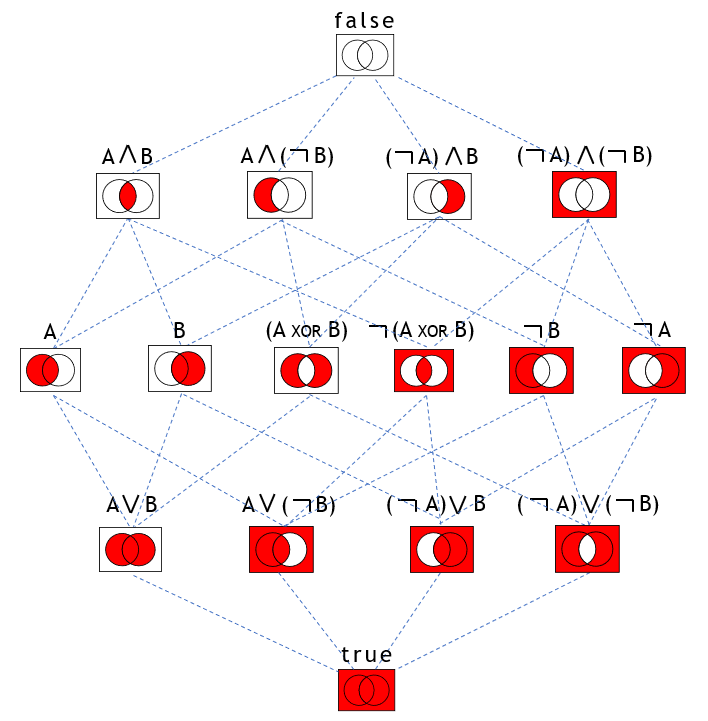
Die 16 booleschen Operatoren mit 2 Variablen.
Jede Kombination der Inputs A und B („true“ oder „false“) ist durch eines der vier Gebiete innerhalb des kleinen Rechteckes repräsentiert; für jede Kombination von A und B in jedem Rechteck gilt: falls die Kombination mit einem eingefärbten Gebiet korrespondiert, ist der boolesche Operator „true“; falls die Kombination mit einem nicht eingefärbten Gebiet korrespondiert, ist der boolesche Operator „false“.

Ein boolescher Operator (englisch Boolean operator) ist ein logischer Operator, also ein Operator, der auf Wahrheitswerten operiert. Er ist benannt nach George Boole. Der wichtigste Anwendungsbereich der booleschen Operatoren ist die Programmierung. Eine mathematische Präzisierung der Theorie der booleschen Operatoren wurde im Konzept der booleschen Algebra formalisiert. Dort agiert der boolesche Operator als Verknüpfung auf einer mathematischen Struktur. Einzelnen booleschen Operatoren werden Symbole zugeordnet. Diese nutzt man, um eine logische Schaltung – eine Kombination miteinander vernetzter boolescher Operatoren – übersichtlich darzustellen und die zugehörige Wahrheitstabelle herzuleiten.
Boolesche Operatoren werden beispielsweise im Bereich der Programmierung verwendet. Die gebräuchlichsten dieser Operatoren sind der UND- (Konjunktion), ODER- (Disjunktion), NICHT- (Negation) und XOR-Operator (ausschließendes ODER). Boolesche Operatoren werden beispielsweise in Abfragesprachen eingesetzt, wie zum Beispiel in dem SQL-Ausdruck
```
  SELECT * FROM Customers
  WHERE Country='Germany' 
AND
 City='Berlin';
```

mit dem aus der Tabelle Customers alle Einträge ausgewählt werden, die Germany als Wert für die Spalte Country und Berlin als Wert der Spalte City haben. Ein solches Suchverfahren wird auch boolesches Suchverfahren genannt.
Wichtige Operatoren in der Digitaltechnik sind auch der NAND- und der NOR-Operator.
Boolesche Operatoren werden außerdem bei der Recherche in Datenbanken oder Suchmaschinen genutzt. Hier wird das Leerzeichen zwischen zwei Suchbegriffen i. d. R. zu einem UND-Operator umgewandelt.